# Moonlight (technologia internetowa)
Moonlight – implementacja Silverlight o otwartym kodzie źródłowym, pierwotnie dla Linuksa i innych systemów bazujących na Unix/X11. We wrześniu 2007 roku, firmy Microsoft i Novell ogłosiły porozumienie o współpracy technicznej, zakładające dostęp do zestawów testowych Silverlight i dostępność dla użytkowników Linuksa „Media Pack”, zawierającego opatentowane kodeki audio i wideo.
W maju 2012 roku Miguel de Icaza poinformował o porzuceniu projektu i zakończeniu jego rozwijania

## Cele
- Uruchamianie aplikacji Silverlight na Linuksie.
- Dostarczenie SDK dla Linuksa, do tworzenia aplikacji Silverlight.
- Ponowne użycie stworzonego dla aplikacji desktopowych silnika Silverlight.